# Грачёв, Константин Андреевич
Константин Андреевич Грачёв (11 июня 1914, Аркадак — 30 июня 2008, Саратов) — советский и российский учёный-инженер, организатор авиационной промышленности, основатель и директор Научно-исследовательского технологического института «ТЕСАР» (1963—1992), кандидат технических наук (1967). Почётный авиастроитель СССР (1983), Заслуженный машиностроитель РСФСР (1984), лауреат Премии Совета Министров СССР (1991).

## Биография
Родился 11 июня 1914 года в городе Аркадак Саратовской губернии.
10 декабря 1937 года призван на военную службу в инженерные части. Воинское звание — инженер-лейтенант. В годы Великой Отечественной войны служил на Саратовском авиационном заводе, где возглавлял сборочный цех самолетов Як-1. Демобилизован 24 марта 1953 года.
В 1951 году окончил Академию Министерства авиационной промышленности СССР, после чего, до 1956 года работал главным инженером авиазавода в Улан-Удэ, принимал участие в выпуске самолётов МиГ-15.
С 1956 по 1963 годы — главный инженер Новосибирского авиационного завода, принимал участие в выпуске самолётов Су-9.
С 1963 по 1992 годы — основатель и директор Научно-исследовательского технологического института «ТЕСАР» в городе Саратове.
С 1992 по 2002 годы — научный сотрудник НИТИ «ТЕСАР»
Умер 30 июня 2008 года в городе Саратове.

## Научная и организаторская деятельность
В 1962—1963 годах был одними главных организаторов и основателей Научно-исследовательского технологического института «ТЕСАР» в городе Саратове, который занимался разработкой современных авиационных приборов, разработкой методов крупносерийного производства авиаприборов, агрегатов и систем, разработкой перспективных технических процессов, проектированием и изготовлением опытных образцов специализированного оборудования, средств автоматизации и механизации производственных процессов. Институтом К. А. Грачёв руководил с 1963 по 1992 годы. За это время при непосредственном его участии были построены производственные корпуса института, а также большая часть жилого микрорайона города Саратова — Октябрьское ущелье.
В 1967 году защитил диссертацию на соискание учёной степени кандидата технических наук на тему «Тонкая очистка машинных и трансформаторного масел центрифугированием в сельскохозяйственном производстве».
В 1991 году «за разработку и внедрение комплексных высокоэффективных технологических процессов и автоматизированного оборудования при производстве специальных бортовых и наземных радиоэлектронных устройств» К. А. Грачёву в составе группы специалистов была присуждена Премия Совета Министров СССР.
За годы работы являлся автором и соавтором более чем 340 изобретений, полезных моделей и промышленных образцов, защищенных патентами.

## Некоторые публикации
- Грачёв К. А. Тонкая очистка машинных и трансформаторного масел центрифугированием в сельскохозяйственном производстве. Дис…канд. техн. наук. — Саратов, 1968. — 152 с.
- Очистка рабочих и промывочных жидкостей от механических примесей в силовых полях / под. ред. К. А. Грачева. — Саратов, 1972. — 153 с.

## Награды
- Орден Ленина (1971)
- Орден Красной Звезды
- Два Ордена Трудового Красного Знамени
- Орден Октябрьской Революции (1974)
- Орден Дружбы народов (1981)
- Почётный авиастроитель СССР (1983)
- Заслуженный машиностроитель РСФСР (1984)
- Премия Совета Министров СССР (1991)
- Знак Государственного комитета обороны «За труд в развитии авиации»
- Два диплома Главвыставкома ВДНХ (11.12.1975; 17.11.1976)[3][4]
- Золотая медаль ВДНХ (07.12.1983)[5]
- Серебряная медаль ВДНХ (02.12.1976)[6]
- Бронзовая медаль ВДНХ (28.09.1965)[7] — за внедрение новой техники
- Медали

## Память
- Мемориальная доска на здании НИТИ «ТЕСАР» по адресу: г. Саратов, ул. Шелковичная, д. 186 (11.03.2011)[8][9].